# 부여 보광사지 대보광선사비
부여 보광사지 대보광선사비(扶餘 普光寺址 大普光禪師碑)는 충청남도 부여군 성주산의 보광사터에 있던, 고려시대의 비석이다. 대한민국의 보물 제107호로 지정되어 있다. 고려시대에 보광사를 크게 일으켜 세운 원명국사 충감의 공적이 새겨져 있는 비이며, 1963년에 국립부여박물관으로 옮겨졌다.

## 개요

부여 보광사지 대보광선사비

이 선사비는 고려 원종(1259~1274)에 보광사를 일으킨 원명국사의 공적이 새겨진 비로 1281년(충렬왕 7)에 세워졌다. 형태는 장방형이고, 상면 양단 모서리는 도려내 사다리꼴 모양이고, 각 측단은 너비 10.0cm 내외로 2조의 권선을 돌려 그안에 보상화문을 연속적으로 양각하였다. 전면(前面)에는 상·하 명문이 음각된 것으로 상면에는 2줄로 된 10개의 명문이 전서체로 음각되었다. 하면은 수백개의 음각된 명문이 있으며, 후면에는 연도와 이름이 음각되어 있다.

## 현지 안내문
고려시대에 보광사를 크게 일으킨 원명국사의 공적을 새긴 비이다. 충남 부여군 성주산의 보광사터에 있던 것을 1963년 박물관으로 옮겼으며 비몸돌만 남아 있다. 비문의 앞면은 건립 당시인 고려 공민왕 7년(1358)에, 뒷면은 조선 영조 26년(1750)에 새겼다. 비문에 의하면 원명국사는 19세에 등과하여 선원사에서 뜻을 펴오다가 공민왕 원년(1351)에 입적하였다고 한다. 죽으면서 제자들에게 비나 탑을 세우지 않도록 당부하여 6년이 지나서야 비가 세워졌다. 이 비는 보광사중창비 라고도 하며 고려 후기의 간략화된 석비 양식과 불교사 연구에 좋은 자료이다.

## 같이 보기
- 원명국사

## 참고 자료
- 부여 보광사지 대보광선사비 - 국가유산청 국가유산포털
- 부여 보광사지 대보광선사비 - 박물관 포털 e 뮤지엄